# Caras e Bocas (álbum)
Caras e Bocas es un álbum de la cantante brasileña Gal Costa, lanzado en 1977. Es caracterízado por  éxitos como "Caras e Bocas" y "Tigresa".

## Lista de canciones
| N.º | Título                                      | Duración |  |
| 1.  | «Caras e Bocas»                             | 4:08     |  |
| 2.  | «Me recuso»                                 | 4:13     |  |
| 3.  | «Louca me chamam (Crazy he call’s me)»      | 3:30     |  |
| 4.  | «Clariô»                                    | 5:02     |  |
| 5.  | «Minha Estrela É Do Oriente»                | 3:02     |  |
| 6.  | «Tigresa»                                   | 4:15     |  |
| 7.  | «Negro amor (It’s all over now, baby blue)» | 6:20     |  |
| 8.  | «Meu doce amor»                             | 2:38     |  |
| 9.  | «Solitude»                                  | 3:16     |  |
| 10. | «Um favor»                                  | 6:04     |  |